# Valeriana saliunca
Valeriana saliunca är en kaprifolväxtart som beskrevs av Carlo Allioni. Valeriana saliunca ingår i släktet vänderötter, och familjen kaprifolväxter. Inga underarter finns listade i Catalogue of Life.